# Bystraja (Kozyrevka)
De Bystraja (Russisch: Быстрая; "snelle") is een 154 kilometer lange rivier op het Russische schiereiland Kamtsjatka. 
De rivier ontspringt op de oostflank van het Centraal Gebergte ten oosten van de vulkaan Itsjinskaja Sopka. De Bystraja stroomt in noordnoordoostelijke richting door het gebergte alvorens ze door de bergketen heen breekt en verder in westzuidwestelijke richting het stroomdal van de rivier de Kamtsjatka instroomt. Vlak voor de monding splitst de rivier zich in takken. De zuidelijke hoofdarm vloeit vervolgens samen met de Kozyrevka, 5 kilometer voor de samenvloeiing daarvan met de Kamtsjatka. De kleinere noordelijke arm vloeit rechtstreeks samen met de Kamtsjatka.
Het stroomgebied van de rivier omvat 3830 km². In de rivier zwemmen vissoorten als regenboogforel en de zalmsoort Salvelinus leucomaenis.